# Grand Prix Formule 1 van Italië 1990
De Grand Prix Formule 1 van Italië 1990 werd gehouden op 9 september 1990 op Monza.

## Uitslag
| Positie | Nummer | Rijder             | Team                  | Ronden | Tijd/Opgave          | Startplaats | Punten |
| ------- | ------ | ------------------ | --------------------- | ------ | -------------------- | ----------- | ------ |
| 1       | 27     | Ayrton Senna       | McLaren-Honda         | 53     | 1:17:57.878          | 1           | 9      |
| 2       | 1      | Alain Prost        | Ferrari               | 53     | + 6.054              | 2           | 6      |
| 3       | 28     | Gerhard Berger     | McLaren-Honda         | 53     | + 7.404              | 3           | 4      |
| 4       | 2      | Nigel Mansell      | Ferrari               | 53     | + 56.219             | 4           | 3      |
| 5       | 6      | Riccardo Patrese   | Williams-Renault      | 52     | + 1:25.274           | 7           | 2      |
| 6       | 3      | Satoru Nakajima    | Tyrrell-Ford          | 52     | +1 Lap               | 14          | 1      |
| 7       | 20     | Nelson Piquet      | Benetton-Ford         | 52     | +1 Lap               | 9           |        |
| 8       | 19     | Alessandro Nannini | Benetton-Ford         | 52     | +1 Lap               | 8           |        |
| 9       | 10     | Alex Caffi         | Arrows-Ford           | 51     | +2 Laps              | 21          |        |
| 10      | 22     | Andrea de Cesaris  | Dallara-Ford          | 51     | +2 Laps              | 25          |        |
| 11      | 25     | Nicola Larini      | Ligier-Ford           | 51     | +2 Laps              | 26          |        |
| 12      | 9      | Michele Alboreto   | Arrows-Ford           | 50     | Spin                 | 22          |        |
| 13      | 26     | Philippe Alliot    | Ligier-Ford           | 50     | +3 Laps              | 20          |        |
| DNF     | 18     | Yannick Dalmas     | AGS-Ford              | 45     | Niet geclassificeerd | 24          |        |
| DNF     | 16     | Ivan Capelli       | Leyton House-Judd     | 36     | Motor                | 16          |        |
| DNF     | 30     | Aguri Suzuki       | Larrousse-Lamborghini | 36     | Elektrisch probleem  | 18          |        |
| DNF     | 14     | Olivier Grouillard | Osella-Ford           | 27     | Wiellager            | 23          |        |
| DNF     | 15     | Mauricio Gugelmin  | Leyton House-Judd     | 24     | Motor                | 10          |        |
| DNF     | 8      | Stefano Modena     | Brabham-Judd          | 21     | Motor                | 17          |        |
| DNF     | 5      | Thierry Boutsen    | Williams-Renault      | 18     | Ophanging            | 6           |        |
| DNF     | 11     | Derek Warwick      | Lotus-Lamborghini     | 15     | Koppeling            | 12          |        |
| DNF     | 21     | Emanuele Pirro     | Dallara-Ford          | 14     | Spin                 | 19          |        |
| DNF     | 12     | Martin Donnelly    | Lotus-Lamborghini     | 13     | Motor                | 11          |        |
| DNF     | 29     | Éric Bernard       | Larrousse-Lamborghini | 10     | Koppeling            | 13          |        |
| DNF     | 23     | Pierluigi Martini  | Minardi-Ford          | 7      | Ophanging            | 15          |        |
| DNF     | 4      | Jean Alesi         | Tyrrell-Ford          | 4      | Spin                 | 5           |        |
| DNQ     | 17     | Gabriele Tarquini  | AGS-Ford              |        |                      |             |        |
| DNQ     | 24     | Paolo Barilla      | Minardi-Ford          |        |                      |             |        |
| DNQ     | 7      | David Brabham      | Brabham-Judd          |        |                      |             |        |
| DNQ     | 31     | Bertrand Gachot    | Coloni-Ford           |        |                      |             |        |
| DNPQ    | 33     | Roberto Moreno     | EuroBrun-Judd         |        |                      |             |        |
| DNPQ    | 34     | Claudio Langes     | EuroBrun-Judd         |        |                      |             |        |
| DNPQ    | 39     | Bruno Giacomelli   | Life                  |        |                      |             |        |

## Wetenswaardigheden
- De race werd stopgezet in de tweede ronde na een crash van Derek Warwick. De race werd opnieuw gestart over de hele lengte.

## Statistieken
| Pole-position | Ayrton Senna | McLaren-Honda | 1:22.533 |
| Snelste ronde | Ayrton Senna | McLaren-Honda | 1:26.254 |

## Noot
- Dit was de 50ste snelste ronde voor een Braziliaanse coureur.

1921 · 1922 · 1923 · 1924 · 1925 · 1926 · 1927 · 1928 · 1931 · 1932 · 1933 · 1934 · 1935 · 1936 · 1937 · 1938 · 1947 · 1948 · 1949 · 1950 · 1951 · 1952 · 1953 · 1954 · 1955 · 1956 · 1957 · 1958 · 1959 · 1960 · 1961 · 1962 · 1963 · 1964 · 1965 · 1966 · 1967 · 1968 · 1969 · 1970 · 1971 · 1972 · 1973 · 1974 · 1975 · 1976 · 1977 · 1978 · 1979 · 1980 · 1981 · 1982 · 1983 · 1984 · 1985 · 1986 · 1987 · 1988 · 1989 · 1990 · 1991 · 1992 · 1993 · 1994 · 1995 · 1996 · 1997 · 1998 · 1999 · 2000 · 2001 · 2002 · 2003 · 2004 · 2005 · 2006 · 2007 · 2008 · 2009 · 2010 · 2011 · 2012 · 2013 · 2014 · 2015 · 2016 · 2017 · 2018 · 2019 · 2020 · 2021 · 2022 · 2023 · 2024 · 2025